# Mobeetie
Mobeetie est une ville du comté de Wheeler, au Texas, aux États-Unis,. Située au nord-ouest du comté, 
elle est baptisée initialement Cantonment Sweetwater.

## Démographie
Lors du recensement de 2010, la ville comptait une population de 101 habitants. Elle est estimée, en 2016, à 104 habitants.

## Source de la traduction
- (en) Cet article est partiellement ou en totalité issu de l’article de Wikipédia en anglais intitulé « Mobeetie, Texas » (voir la liste des auteurs).